# Ростренен
Рострене́н (фр. Rostrenen, брет. Rostrenenn) — коммуна во Франции, находится в регионе Бретань. Департамент — Кот-д’Армор. Центр кантона Ростренен. Округ коммуны — Генган.
Население (2019) — 3 056 человек.

## География
Коммуна расположена приблизительно в 430 км к западу от Парижа, в 125 км западнее Ренна, в 55 км к юго-западу от Сен-Бриё. Через территорию коммуны проходит национальная автомагистраль N164.

## Достопримечательности
- Церковь Нотр-Дам-дю-Ронсье (XIV век). Исторический памятник с 1913 года[2]
- Часовня Сен-Жак (XVI век). Исторический памятник с 1909 года[3]
- Часовня Локмарья (XIV век). Исторический памятник с 1964 года[4]
- Фонтан XVI века. Исторический памятник с 1909 года[5]

## Климат
Климат умеренный океанический.
| Показатель                    | Янв. | Фев. | Март | Апр. | Май  | Июнь | Июль | Авг. | Сен. | Окт. | Нояб. | Дек. | Год  |
| ----------------------------- | ---- | ---- | ---- | ---- | ---- | ---- | ---- | ---- | ---- | ---- | ----- | ---- | ---- |
| Средний суточный максимум, °C | 6,8  | 7,3  | 9,6  | 11,8 | 14,5 | 18,5 | 20,6 | 20,5 | 18,1 | 14,0 | 10,3  | 8,3  | 13,4 |
| Средняя температура, °C       | 4,3  | 4,3  | 6,1  | 7,9  | 10,3 | 14,1 | 16,2 | 15,9 | 14,0 | 10,8 | 7,8   | 5,8  | 9,8  |
| Средний суточный минимум, °C  | 2,4  | 2,0  | 3,1  | 4,3  | 7,0  | 10,0 | 12,2 | 12,0 | 10,3 | 7,8  | 5,1   | 3,7  | 6,7  |
| Норма осадков, мм             | 114  | 102  | 108  | 57   | 86   | 44   | 51   | 54   | 81   | 104  | 100   | 131  | 1032 |
| Источник: TuTiempo.net        |      |      |      |      |      |      |      |      |      |      |       |      |      |

## Экономика
Структура занятости населения:
- сельское хозяйство — 4,0 %
- промышленность — 5,1 %
- строительство — 2,9 %
- торговля, транспорт и сфера услуг — 47,6 %
- государственные и муниципальные службы — 40,4 %

Уровень безработицы (2018) — 18,8 % (Франция в целом —  13,4 %, департамент Кот-д’Армор — 11,5 %). 

Среднегодовой доход на 1 человека, евро (2018) — 19 190 (Франция в целом — 21 730, департамент Кот-д’Армор — 21 230).
В 2007 году среди 1863 человек в трудоспособном возрасте (15—64 лет) 1237 были экономически активными, 626 — неактивными (показатель активности — 66,4 %, в 1999 году было 66,3 %). Из 1237 активных работали 1093 человека (554 мужчины и 539 женщин), безработных было 144 (81 мужчина и 63 женщины). Среди 626 неактивных 195 человек были учениками или студентами, 212 — пенсионерами, 219 были неактивными по другим причинам.

## Демография
Динамика численности населения, чел.

## Администрация
Пост мэра Ростренена с 2008 года занимает Гийом Робик (Guillaume Robic). На муниципальных выборах 2020 года возглавляемый им список победил во 2-м туре, получив 56,05 % голосов.
| Период | Период | Фамилия            | Партия                  | Примечания                                                                            |
| ------ | ------ | ------------------ | ----------------------- | ------------------------------------------------------------------------------------- |
| 1959   | 1970   | Ив Ле Бурж         | Разные правые           |                                                                                       |
| 1970   | 1983   | Гийом Ле Кароф     | Коммунистическая партия | фермер, член Генерального совета департамента, депутат Национального собрания Франции |
| 1983   | 1992   | Эмиль Раднак       | Разные правые           | преподаватель английского языка, член Генерального совета департамента                |
| 1992   | 1995   | Мари-Поль Доннью   | Разные правые           |                                                                                       |
| 1995   | 2001   | Кристиан Готье     | Разные правые           | учитель                                                                               |
| 2001   | 2008   | Анж Эрвью          | Коммунистическая партия | учитель, вице-президент Генерального совета департамента                              |
| 2008   | 2020   | Жан-Поль Ле Боэдек | Разные правые           | бухгалтер                                                                             |
| 2020   |        | Гийом Робик        | Разные левые            | работник аппарата мэрии, член Регионального совета Бретани                            |

## Знаменитые уроженцы
- Даниэль Коллобер (1940-1978), писательница, журналистка

## Галерея

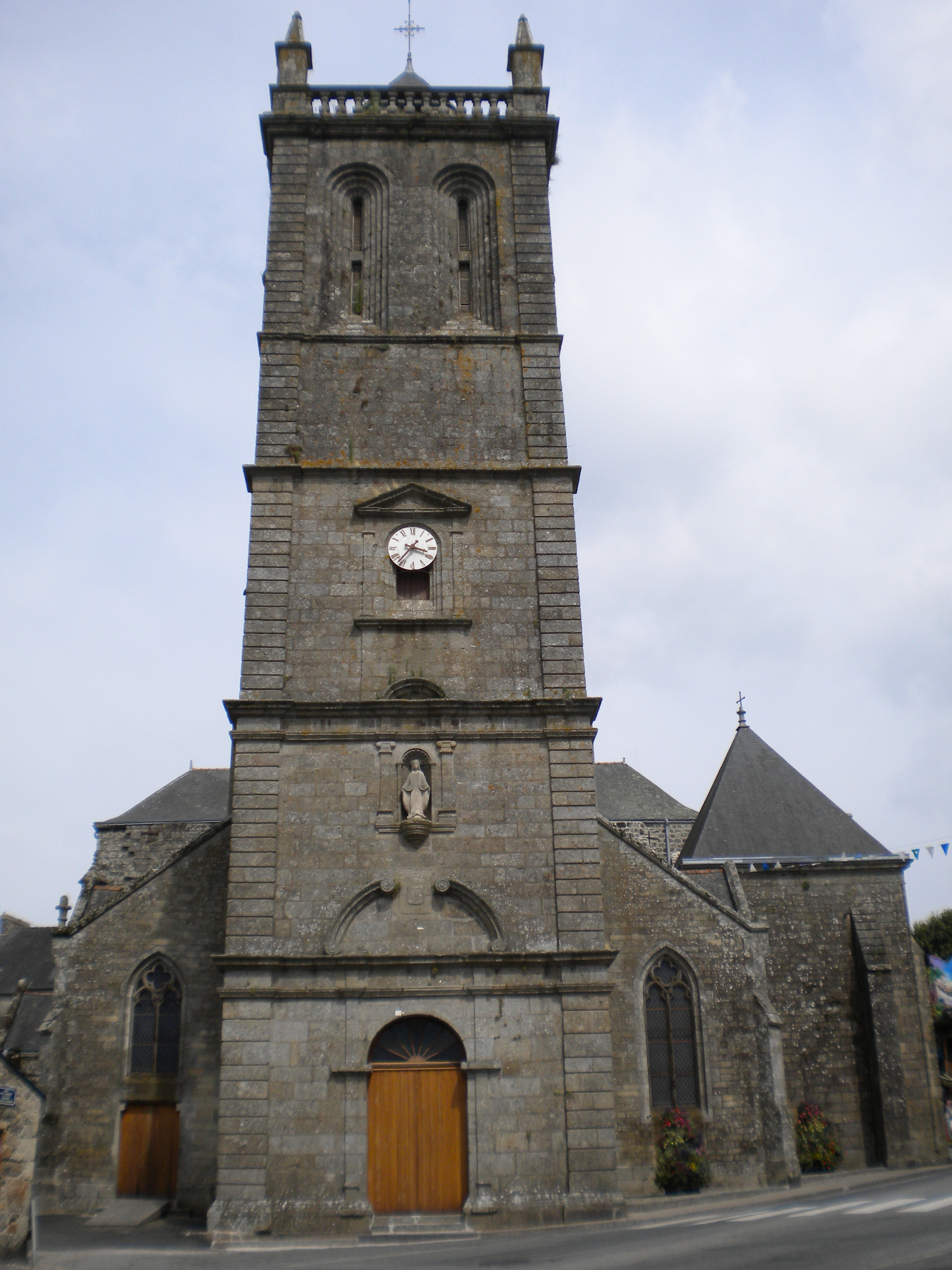
Церковь Нотр-Дам-дю-Ронсье
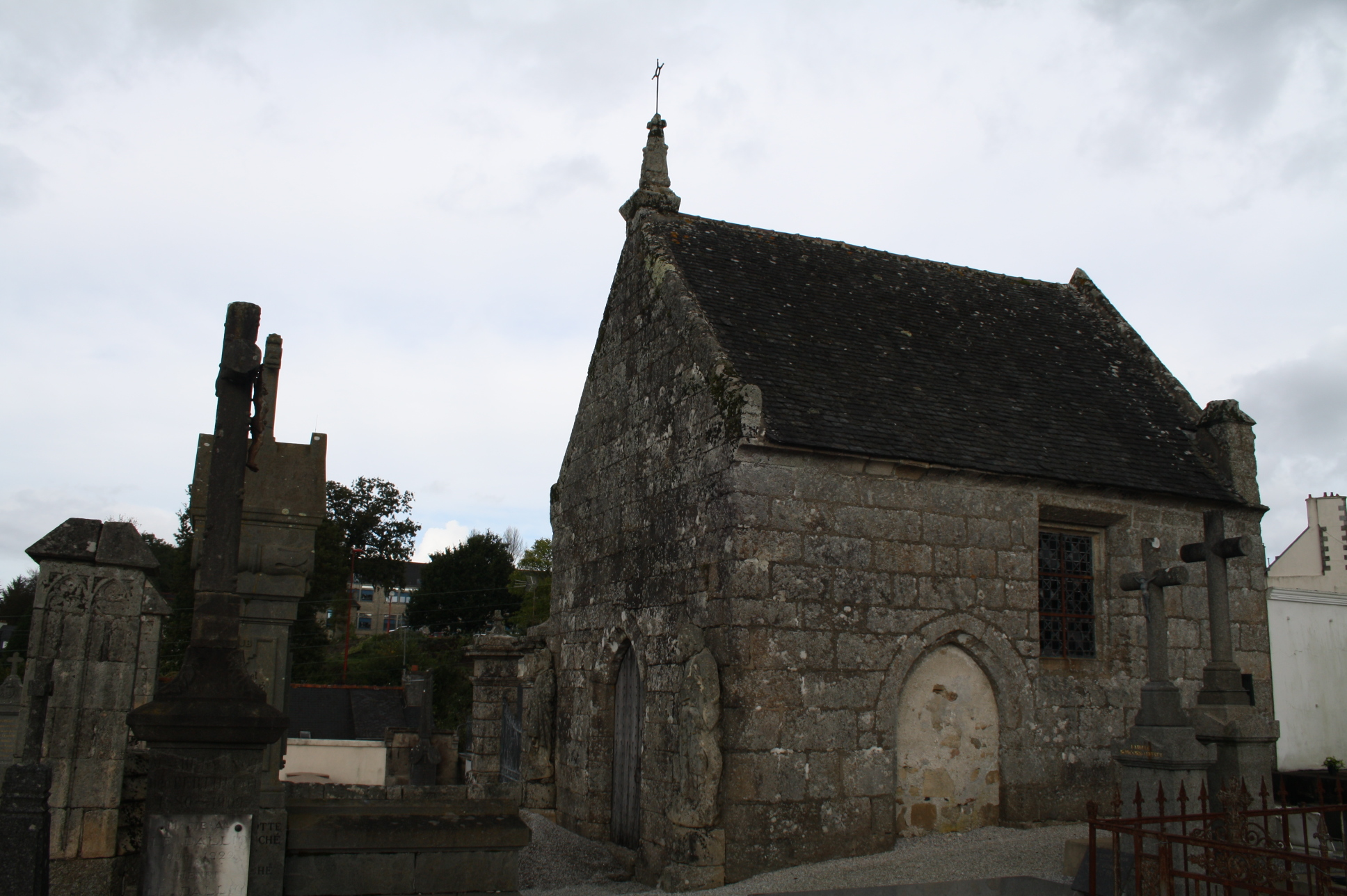
Часовня Сен-Жак
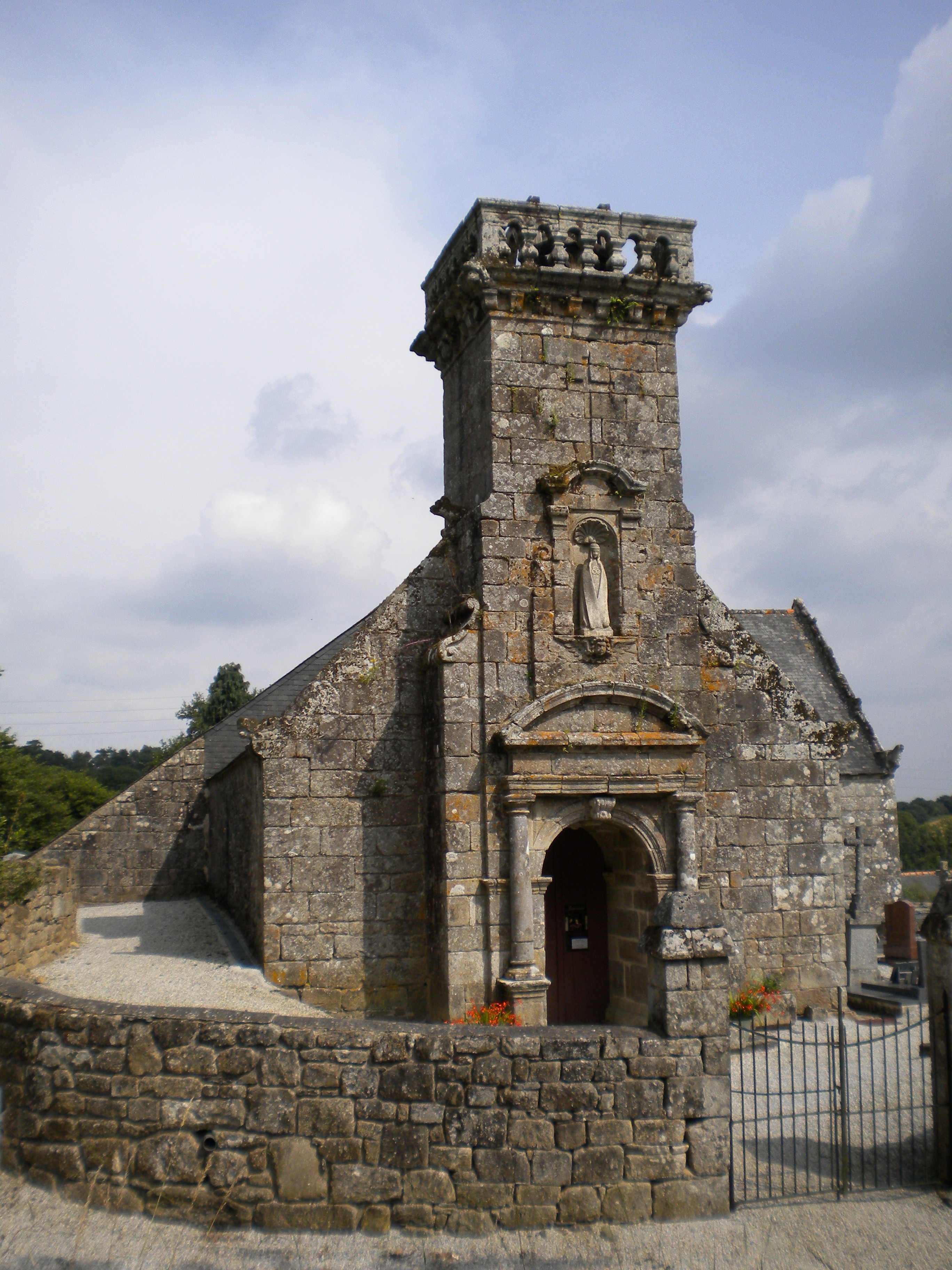
Часовня Локмарья
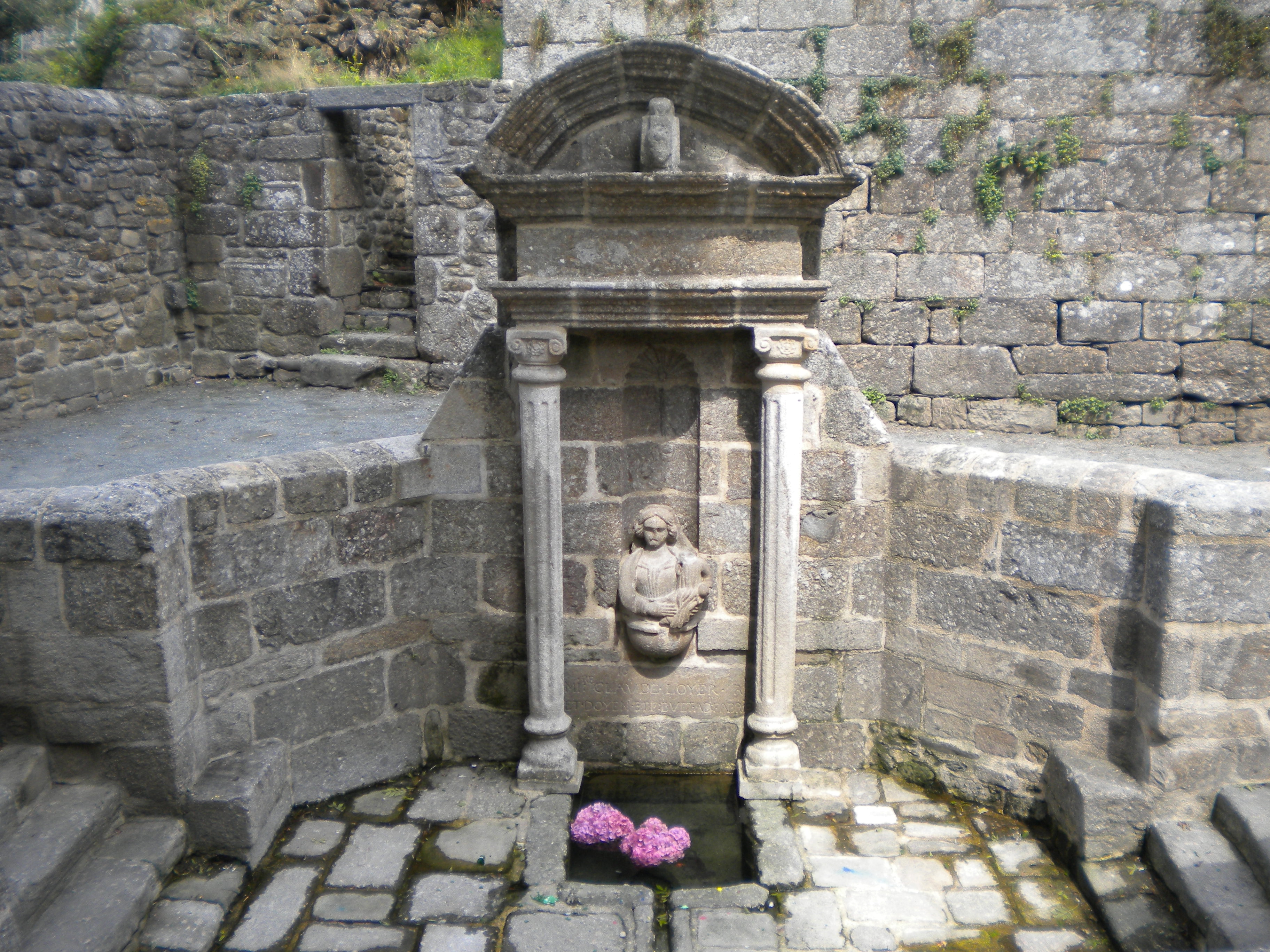
Фонтан
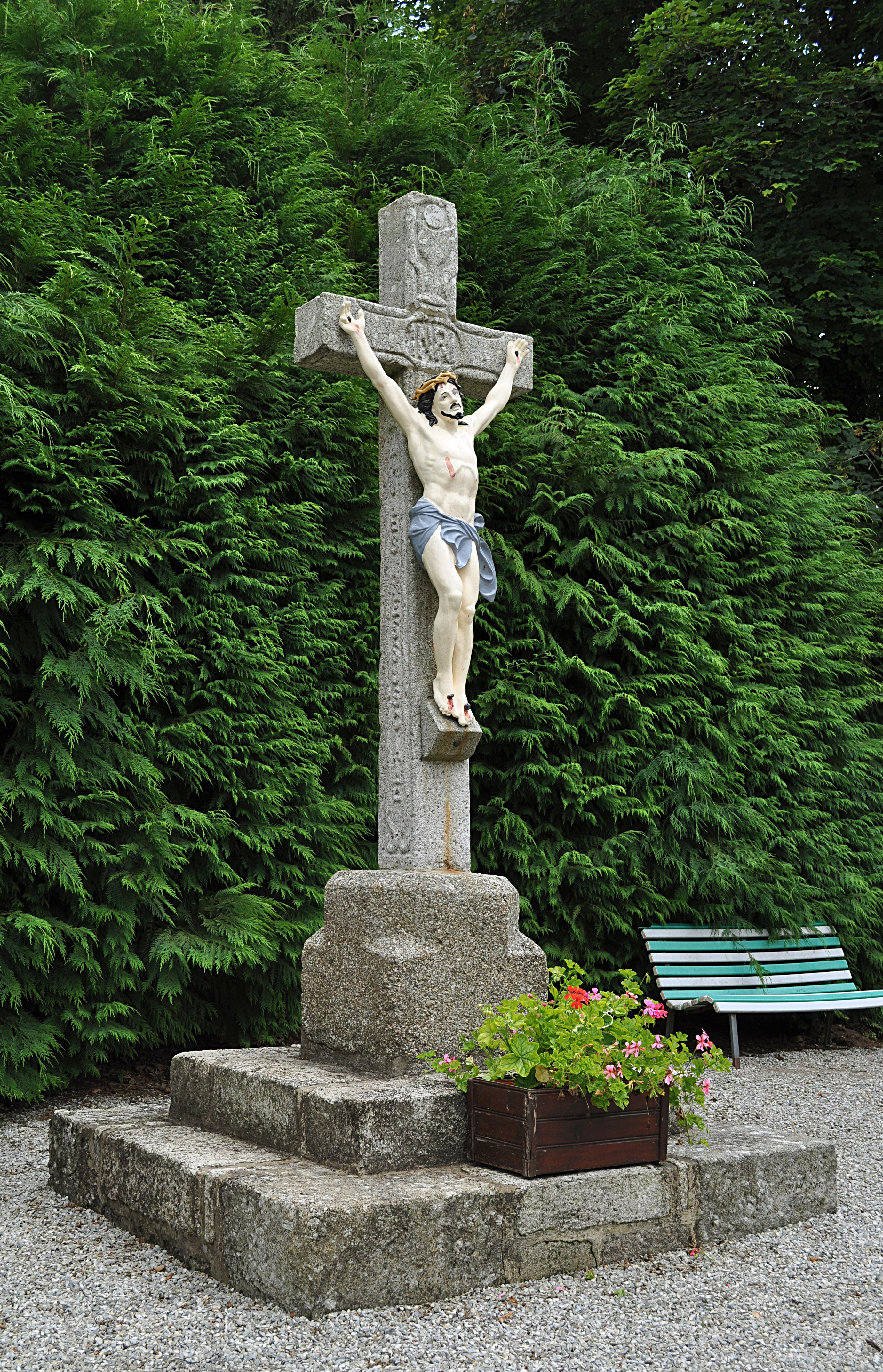
Распятие